# Lansford E. Trapp
Lansford Elmer Trapp (* um 1947) ist ein pensionierter Generalleutnant der United States Air Force. Er war unter anderem kommissarischer Kommandeur der Pacific Air Forces.
Über das ROTC-Programm der South Dakota State University gelangte er im Jahr 1969 in das Offizierskorps der amerikanischen Luftwaffe. In der Air Force durchlief er anschließend alle Offiziersränge vom Leutnant bis zum Drei-Sterne-General.
Im Lauf seiner militärischen Karriere absolvierte er verschiedene Kurse und Schulungen. Dazu gehörten unter anderem eine Ausbildung zum Kampfpiloten und weitere Fortbildungskurse als Pilot von neuen Flugzeugtypen, die Squadron Officer School auf der Maxwell Air Force Base in Alabama, das Armed Forces Staff College, das National War College sowie das Seminar XXI Foreign Politics and the National Interest beim Center for International Studies am Massachusetts Institute of Technology (MIT). Außerdem erhielt er akademische Grade von der Pepperdine University in Kalifornien, der Syracuse University im Bundesstaat New York und der Johns Hopkins University in Baltimore.
In seinen frühen Jahren als Offizier der Luftwaffe war er an verschiedenen Stützpunkten in den Vereinigten Staaten stationiert. Dabei war er als Pilot, Flugausbilder oder Stabsoffizier bei unterschiedlichen Einheiten tätig. Dazwischen absolvierte er die erwähnten Schulungen. Als Stabsoffizier war er unter anderem im Hauptquartier der Air Force tätig. Dazwischen war er zwischen November 1970 und November 1971 im Vietnamkrieg eingesetzt.
Zwischen 1981 und 1985 war er in unterschiedlichen Funktionen auf der Hahn Air Base in Deutschland stationiert. Zwischen August 1985 und April 1986 gehörte Lansford Trapp dem Stab des Hauptquartiers der Air Force in Washington, D.C. an. Es folgte bis zum Juni 1988 sein Studium am National War College. Zwischen Juli und Dezember 1988 kommandierte er auf der Luke Air Force Base in Arizona die 832nd Combat Support Group. Es folgte eine Versetzung zur Howard Air Force Base in Panama. Dort kommandierte Trapp zwischen Januar 1989 und Juni 1990 das 24. Geschwader (24th Composite Wing).
Nach seiner Rückkehr aus Panama war er von Juni 1990 bis zum August 1993 Stabsoffizier in verschiedenen Verwendungen im Hauptquartier der Air Force. Daran schloss sich eine Versetzung nach Arizona zur Davis-Monthan Air Force Base an, wo Lansford Trapp zwischen September 1993 und August 1994 das 355. Geschwader (355th Wing) kommandierte. Es folgte eine Versetzung nach Idaho auf die dortige Mountain Home Air Force Base. Dort kommandierte er bis zum August 1995 das 366. Geschwader (366th Wing). Nach zwei weiteren Jahren im Stab des Hauptquartiers der Air Force kehrte Trapp zur Davis-Monthan Air Force Base in Arizona zurück. Dort kommandierte er in den Jahren 1997 bis 1999 die 12. Luftflotte (12th Air Force), die später auch unter dem Namen Air Forces Southern (AFSOUTH) bekannt wurde.
Die nächste und letzte Station seiner Offizierslaufbahn war die Hickham Air Force Base in Hawaii. Dort übernahm Lansford Trapp am 23. September 1999 das Amt des stellvertretenden Kommandeurs der Pacific Air Forces. Diesen Posten bekleidete er bis zu seiner Pensionierung im Jahr 2002. Zwischen dem 9. April und dem 4. Mai 2001 war er kommissarischer Kommandeur dieses Hauptkommandos. Dabei überbrückte er die Zeit zwischen dem vorherigen Kommandeur Patrick K. Gamble und dessen regulärem Nachfolger William J. Begert.
Als Pilot der amerikanischen Luftwaffe brachte es Lansford Trapp auf über 3500 Flugstunden auf verschiedenen Flugzeugtypen.

## Daten der Beförderungen
| Abzeichen | Rang               | Jahr              |
| --------- | ------------------ | ----------------- |
|           | Second Lieutenant  | 5. März 1969      |
|           | First Lieutenant   | 5. September 1970 |
|           | Captain            | 5. März 1972      |
|           | Major              | 5. September 1979 |
|           | Lieutenant Colonel | 1. März 1984      |
|           | Colonel            | 1. Juli 1988      |
|           | Brigadier General  | 1. Juli 1993      |
|           | Major General      | 1. April 1997     |
|           | Lieutenant General | 25. November 1997 |

## Orden und Auszeichnungen
Lansford Trapp erhielt im Lauf seiner militärischen Laufbahn unter anderem folgende Auszeichnungen:
- Air Force Distinguished Service Medal
- Legion of Merit
- Distinguished Flying Cross
- Meritorious Service Medal
- Purple Heart
- Air Medal
- Air Force Commendation Medal
- Presidential Unit Citation
- Combat Readiness Medal
- Armed Forces Expeditionary Medal
- Vietnam Campaign Medal (Südvietnam)
- Gallantry Cross (Südvietnam)